# Ouragan Agnes
Pour les articles homonymes, voir Agnès.
L’ouragan Agnes (parfois francisé par Agnès contre les critères de l'Organisation météorologique mondiale) fut la première tempête tropicale et le premier ouragan de la saison 1972 dans le bassin de l'Atlantique nord. Un des rares ouragans à se développer en juin, il toucha terre en Floride avant de se déplacer vers le nord-est. Bien qu'il perdit alors de son intensité, il atteignit la Nouvelle-Angleterre alors qu'il était encore une tempête tropicale. Ses pires dommages furent rapportés dans la partie nord-est de la Pennsylvanie et dans le nord de l'État de New York. Ceux-ci furent surtout dus aux pluies torrentielles qui tuèrent 129 personnes lors des inondations et causèrent des dommages estimés à 2,1 milliards $US, soit 
13 milliards $US aujourd'hui. Ce furent les pires dommages rapportés par un ouragan à ce moment-là, surpassant l'ouragan Betsy, et il fallut attendre l'ouragan Hugo de 1989 pour le surpasser.

## Situation météorologique
Une large perturbation fut détectée sur la péninsule du Yucatan, au Mexique, le 14 juin. Le système dériva vers l'est et devint une dépression tropicale plus tard ce jour-là. Le 16 juin, la dépression se transforma en tempête tropicale Agnes et changea de cap vers le nord le 17 juin pour devenir un ouragan au-dessus du golfe du Mexique le 18 juin. Sa trajectoire l'amena ensuite vers le nord-ouest de la Floride, région appelée le Panhandle, où elle toucha terre le 19 juin en tant que catégorie 1 de l'échelle de Saffir-Simpson.
En traversant le nord de l'État, puis le sud de la Géorgie, elle perdit de son intensité, à cause de la friction, et devint une dépression tropicale. En arrivant sur les eaux de la côte est américaine, elle redevint une tempête tropicale et passa sur la pointe est de la Caroline du Nord le 21 juin. Après ce bref passage sur terre, Agnes continue vers le nord-est sur les eaux. Longeant la côte, elle entra finalement dans les terres le 22 juin près de New York. Par la suite, elle fusionna avec une dépression des latitudes moyennes le 23 juin et les deux continuèrent vers le nord-est affectant la Nouvelle-Angleterre et l'est du Canada jusqu'au 25 juin

## Impacts

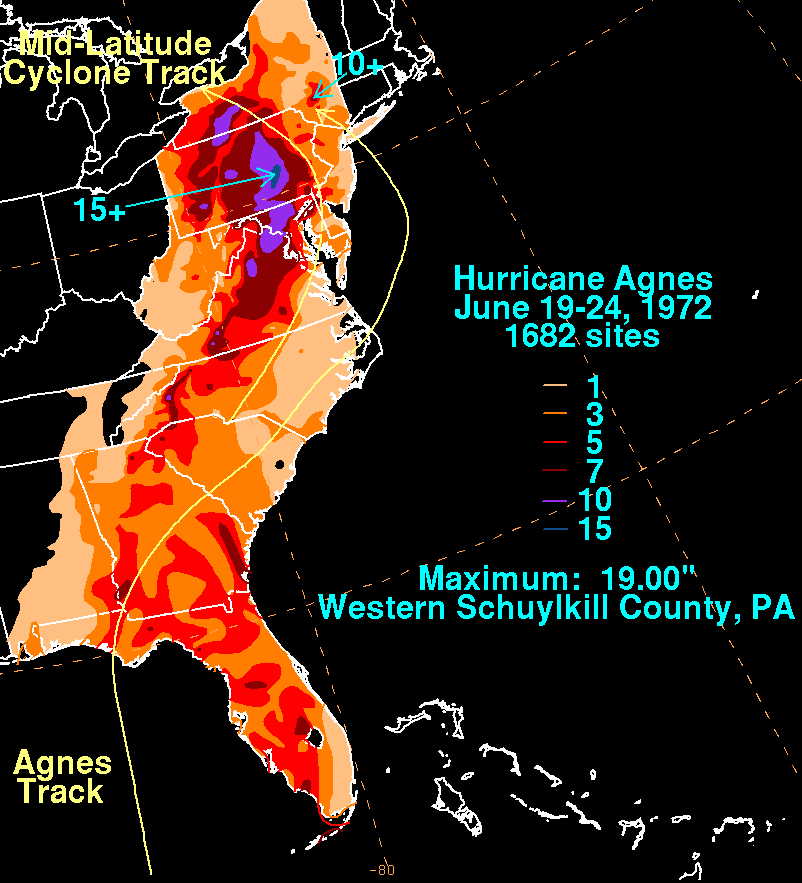
Quantités de pluie laissées par Agnes en pouces (1 po = 25.6 mm)

Agnès était un ouragan marginal en touchant la côte floridienne et les effets de ses vents furent minimaux. Il y eut peu de dégâts et l'onde de tempête fut assez faible. L'impact majeur se situa plutôt dans les inondations créées par les pluies diluviennes qu'Agnes apporta. Celles-ci furent les plus importantes dans le nord-est des États-Unis alors que le système se combina avec la dépression venant de l'ouest et laissa de 150 à 300 mm sur les États où elle est passée, même localement jusqu'à 225 mm dans le comté de Schuylkill en Pennsylvanie. La partie ouest des Carolines (Caroline du Nord et du Sud) ainsi que de nombreux endroits de la région s'étendant de la Virginie jusqu'au nord de l'État de New York furent sous les flots.
Les pires inondations se produisirent le long des rivières Genesee, Canisteo et Chemung dans le sud-ouest et le sud de l'État de New York. La Chemung se jette dans le fleuve Susquehanna qui était toujours en crue printanière ce qui l'a fait sortir de son lit également. Elle-même menacée de passer par-dessus le barrage de Conowingo à son embouchure au Maryland. Les bassins des rivières Delaware et Potomac connurent également des inondations. Les pires dommages furent à Elmira (New York) et Wilkes-Barre (Pennsylvanie). Le flot d'eau douce arrivant dans la baie de Chesapeake charria une grande quantité de sédiments et de polluants qui affecta les pêches durement durant plusieurs années.
| Région           | Morts |
| ---------------- | ----- |
| Canada           | 2     |
| Cuba             | 9     |
| Floride          | 9     |
| Caroline du Nord | 2     |
| Virginie         | 13    |
| Delaware         | 1     |
| Maryland         | 19    |
| New Jersey       | 1     |
| New York         | 24    |
| Pennsylvanie     | 48    |
| Total            | 128   |

Les accumulations de pluie dans le piedmont des Appalaches en Virginie causa des inondations généralisées le long du bassin de la rivière James. À l'ouest de Richmond (Virginie) et à l'est des Blue Ridge Mountains, les quantités furent supérieures à celles reçues lors de l'ouragan Camille, trois ans auparavant. Le niveau des inondations étaient ceux qu'on estime avoir une période de retour de 500 ans et ils causèrent des millions en dommages.
Les inondations affectèrent aussi loin à l'ouest que Pittsburgh et la vallée de la rivière Ohio où les niveaux atteignirent plus de 3 mètres au-dessus des niveaux d'inondations le 24 juin.
Agnès causa 122 mortalités aux États-Unis, dont la presque totalité furent des noyades. Neuf personnes en Floride sont mortes des suites d'orages violents. Le tableau à droite donne les mortalités dans les autres pays touchés. Les dommages matériels s'élevèrent à 2,1 milliards $US (de 1972), surtout à cause des inondations dont 2 milliards $US en Pennsylvanie et 750 millions $US dans l'État de New York. Agnès est considéré le septième plus coûteux ouragan de l'histoire des États-Unis
Au Canada, l'ouragan Agnes donne également de fortes pluies et des vents violents au sud de l'Ontario et du Québec. De nombreuses inondations sont rapportées en Ontario. À Maniwaki, au Québec, la tempête renverse une maison mobile, faisant deux morts

## Conséquences à long terme

Transition extratropicale d'Agnès sur le nord-est près des Grands Lacs

L'ouragan Agnès eu un effet dévastateur sur les chemins de fer des régions touchées. Ceux-ci était déjà près de la banqueroute à cause de la compétition du camion. Les voies ferrées emportées par les flots dans le nord-est des États-Unis apportèrent encore plus de frais et causèrent des délais qui leur firent perdre encore plus d'argent. Ces problèmes menèrent finalement à la nationalisation de ces compagnies sous le vocable Conrail (Consolidated Rail Corporation) en 1976.
Le nom Agnès fut retiré de la liste des futurs ouragans à cause de son impact

### Source
- (en) Cet article est partiellement ou en totalité issu de l’article de Wikipédia en anglais intitulé « Hurricane Agnes » (voir la liste des auteurs).

| {\displaystyle \alpha } |  | A |  | B |  | C |  | D |  | Ch |  | {\displaystyle \Delta } |  |

| D | T | 1 | 2 | 3 | 4 | 5 |